# جورو (مورتال كومبات)
جورو هو شخصية خيالية في سلسلة ألعاب القتال مورتال كومبات. ظهر للمرة الأولى في لعبة مورتال كومبات 1 كشخصية زعيم غير قابلة للعب، حيث يتحدى اللاعب قبل القتال الأخير مع شانغ تسونغ. في اللعبة الأصلية كان بطلا لمسابقة مورتال كومبات لمدة 500 عام قبل أن يهزمه ليو كانغ.